# تياغو أوغوستو
تياغو أوغوستو فرنانديز (بالبرتغالية: Thiago Augusto Fernandes‏) (ولد في 20 مايو 1990 في جوينفيل، البرازيل) لاعب كرة قدم دولي بحريني يجيد اللعب في مركز المهاجم. يلعب حاليا لصالح الرفاع الشرقي البحريني منذ 2022.

## المسيرة الرياضية

### الأندية
في 1 يناير 2010 بدأ تياغو مسيرته الرياضية في مارينغا للشباب البرازيلي.
في 1 يناير 2012 تم تصعيده للفريق الأول. في موسمه الوحيد 2012 وفي بطولة دوري الدرجة الثانية لولاية بارانا ساهم في احتلال فريقه المركز السادس برصيد 21 نقطة من 18 مباراة.
في 1 يناير 2013 انتقل تياغو من مارينغا إلى أوبيراريو فيروفياريو البرازيلي في صفقة انتقال حر. في موسمه الوحيد 2013 وفي بطولة دوري الدرجة الأولى لولاية بارانا ساهم في احتلال فريقه المركز الرابع برصيد 21 نقطة من 11 مباراة.
في 1 يوليو 2013 انتقل تياغو من أوبيراريو فيروفياريو إلى المنامة البحريني في صفقة انتقال حر. في الأول 2013-2014 وفي بطولة دوري الدرجة الممتازة ساهم في احتلال فريقه المركز الثاني برصيد 37 نقطة من 18 مباراة بفارق نقطة واحدة عن البطل الرفاع. وفي بطولة كأس ملك البحرين ساهم في وصول فريقه إلى الدور الربع النهائي عندما خسر من الشباب 2-3.
في موسمه الثاني والأخير 2014-2015 وفي بطولة دوري الدرجة الممتازة ساهم في احتلال فريقه المركز الثالث برصيد 33 نقطة من 18 مباراة بفارق 9 نقاط عن البطل المحرق. وفي بطولة كأس ملك البحرين ساهم في وصول فريقه إلى الدور الربع النهائي عندما خسر من المحرق 1-3. وفي بطولة دوري أبطال الخليج فشل فريقه في التأهل إلى الدور الربع النهائي بعدما تذيل المجموعة الثالثة برصيد 3 نقاط من 4 مباريات.
في 20 أبريل 2015 انتقل تياغو من المنامة إلى فيلدا يونايتد الماليزي في صفقة انتقال حر. في موسمه الوحيد 2015 وفي بطولة دوري السوبر ساهم في احتلال فريقه المركز الخامس برصيد 36 نقطة من 22 مباراة. وفي بطولة كأس ماليزيا خرج فريقه من الجولة الأولى بعدما خسر في الدور32 من سلاغور بركلات الترجيح.
في 11 يوليو 2016 انتقل تياغو من فيلدا يونايتد إلى كيدا دارول أمان الماليزي بنظام الإعارة حتى نهاية الموسم. في موسمه الوحيد 2016 وفي بطولة دوري السوبر ساهم في احتلال فريقه المركز الثالث برصيد 37 نقطة من 22 مباراة. وفي بطولة كأس ماليزيا ساهم في تتويج فريقه بالبطولة بعدما تغلب في المباراة النهائية على سلاغور بركلات الترجيح ليحقق تياغو أولى بطولاته الشخصية. في 31 ديسمبر 2016 انتهت الإعارة وعاد تياغو إلى فيلدا يونايتد.
في 1 يناير 2017 انتقل تياغو من فيلدا يونايتد إلى المنامة البحريني في صفقة انتقال حر. وفي بطولة دوري الدرجة الممتازة ساهم في احتلال فريقه المركز الرابع برصيد 30 نقطة من 18 مباراة بفارق 3 نقاط عن البطل المالكية. وفي بطولة كأس ملك البحرين ساهم في تتويج فريقه بالبطولة بعدما تغلب في المباراة النهائية على المحرق 2-1 ليحقق تياغو ثاني بطولاته الشخصية. وفي بطولة كأس الاتحاد البحريني فشل فريقه في التأهل إلى الدور النصف النهائي بعدما احتل المركز السادس في المجموعة الثانية برصيد 13 نقطة من 9 مباريات.
في 1 يونيو 2017 انتقل تياغو من المنامة إلى فيلدا يونايتد الماليزي في صفقة انتقال حر. في موسمه الأول 2017 وفي بطولة دوري السوبر ساهم في احتلال فريقه المركز الثالث برصيد 39 نقطة من 22 مباراة ولكن قرر الاتحاد الماليزي لكرة القدم هبوط الفريق إلى الدرجة الممتازة بسبب فشله في تجديد الرخصة. وفي بطولة كأس ماليزيا خرج فريقه من الجولة الأولى عندما خسر في الدور32 من جوهور دار التعظيم 0-2.
في موسمه الثاني والأخير 2018 وفي بطولة دوري الدرجة الممتازة (المستوى الثاني من البطولات في ماليزيا) ساهم في تتويج فريقه بالبطولة بعدما تصدر الترتيب برصيد 43 نقطة من 20 مباراة وبالتالي الصعود إلى دوري السوبر ليحقق تياغو ثالث بطولاته الشخصية. وفي بطولة كأس ماليزيا ساهم في وصول فريقه إلى الدور الربع النهائي عندما خسر من بيراك الرديف بقاعدة الأهداف خارج الأرض بعد تعادلهما 2-2 في مجموع المباراتين.
في 1 يناير 2019 انتقل تياغو من فيلدا يونايتد إلى المنامة البحريني (الفترة الثالثة) في صفقة انتقال حر. في موسمه الوحيد 2018-2019 وفي بطولة دوري الدرجة الممتازة ساهم في احتلال فريقه المركز الثاني برصيد 34 نقطة من 18 مباراة بفارق 6 نقاط عن البطل الرفاع. وفي بطولة كأس الاتحاد البحريني فشل فريقه في التأهل إلى الدور النصف النهائي بعدما احتل المركز الثاني في المجموعة الثالثة برصيد 8 نقاط من 4 مباريات بفارق الأهداف عن المتصدر البحرين. وفي بطولة كأس النخبة البحريني ساهم في وصول فريقه إلى الدور النصف النهائي عندما خسر من الحد 0-2.
في 1 يوليو 2019 انتقل تياغو من المنامة إلى المحرق البحريني في صفقة انتقال حر. في موسمه الأول 2019-2020 وفي بطولة دوري الدرجة الممتازة ساهم في احتلال فريقه المركز الثاني برصيد 40 نقطة من 18 مباراة بفارق نقطة واحدة عن البطل الحد. وفي بطولة كأس ملك البحرين ساهم في تتويج فريقه بالبطولة بعدما تغلب في المباراة النهائية على الحد 1-0 ليحقق تياغو رابع بطولاته الشخصية. وفي بطولة كأس الاتحاد البحريني ساهم في تتويج فريقه بالبطولة بعدما تغلب في المباراة النهائية على البسيتين 4-1 ليحقق تياغو خامس بطولاته الشخصية. وفي بطولة كأس العرب للأندية الأبطال ساهم في وصول فريقه إلى الدور الثمن النهائي عندما خسر الاتحاد الإسكندري المصري 0-3 في مجموع المباراتين.
في موسمه الثاني والأخير 2020-2021 وفي بطولة دوري الدرجة الممتازة ساهم في حصد فريقه 8 نقاط في 8 مباريات. وفي بطولة كأس ملك البحرين ساهم في وصول فريقه إلى الدور الربع النهائي عندما خسر من الأهلي 1-2. وفي بطولة كأس الاتحاد البحريني ساهم في حصد نقطتين من مباراتين.
في 1 فبراير 2021 انتقل تياغو من المحرق إلى الخالدية البحريني في صفقة انتقال حر. في موسمه الوحيد 2021-2022 وفي بطولة دوري الدرجة الثانية ساهم في احتلال فريقه المركز الثاني برصيد 38 نقطة من 18 مباراة بفارق 3 نقاط عن البطل الحالة.
في 1 أغسطس 2021 انتقل تياغو من الخالدية إلى البطائح الإماراتي في صفقة انتقال حر. في موسمه الوحيد 2021-2022 وفي بطولة دوري الدرجة الأولى ساهم في احتلال فريقه المركز الثاني برصيد 67 نقطة من 28 مباراة بفارق 8 نقاط عن البطل دبا الفجيرة. وفي بطولة كأس رئيس الدولة ساهم في وصول فريقه إلى دور إخراج المغلوب عندما خسر من حتا بركلات الترجيح.
في 29 يوليو 2022 انتقل تياغو من البطائح إلى الحد البحريني في صفقة انتقال حر.

### المنتخبات

#### البرازيل
مثَّل تياجو أوغستو منتخب البرازيل تحت 20 سنة في كوبا أمريكا تحت 20 سنة 2009؛ لكنّه لم يكن مدرجًا في التشكيلة النهائية التي كان من المُقرّر أن تخوض البطولة. نجحَ المنتخب البرازيلي الشاب في التتويج باللقبِ فتأهل إلى كأس العالم تحت 20 سنة لعام 2009 فلم يُدرج من جديدٍ في التشكيلة النهائية التي خاضت البطولة.

#### البحرين
بحلول 23 تشرين الثاني/نوفمبر 2019؛ أعلنَ هيليو سوزا مُدرّب المنتخب البحريني أن أوغوستو سينضمُّ إلى المنتخب الوطني للمشاركةِ في كأس الخليج العربي الرابع والعشرين قبل أن يُجنَّس حاصلًا بذلك على الجنسيّة البحرينية التي مكّنتهُ من الدفاعِ عن ألوان البحرين. كان ظهورهُ الأول مع المنتخب في البطولة ضد منتخب عمان؛ ليكون بذلك أول لاعبٍ برازيلي يُمثّل البحرين رسميًا. نجحَ تياغو أوغستو في تسجيلِ أول هدفين دوليينِ أمام منتخب الكويت في المباراة التي فازَ فيها المنتخب الذي يُمثله بـ 4-2 ما مكّن المنتخب البحريني من الوصول للدور نصف النهائي من البطولة ومن ثمّ الدور النّهائي الذي خاضهُ أمام منتخب السعودية فانتصرَ عليه بهدفٍ نظيفٍ مُحققًا بذلك البطولة لأوّل مرةٍ في تاريخه.

## الإحصائيات

### النوادي
آخر تحديث 21 يوليو 2018..
| النادي        | الموسم        | الدوري                  | الدوري        | الدوري  | الكأس         | الكأس       | كأس الدوري    | كأس الدوري  | دوري الأبطال  | دوري الأبطال | المجموع       | المجموع     |
| النادي        | الموسم        | المنافسة                | عدد المباريات | الأهداف | عدد المباريات | عدد الأهداف | عدد المباريات | عدد الأهداف | عدد المباريات | عدد الأهداف  | عدد المباريات | عدد الأهداف |
| ------------- | ------------- | ----------------------- | ------------- | ------- | ------------- | ----------- | ------------- | ----------- | ------------- | ------------ | ------------- | ----------- |
| فيلدا يونايتد | 2015          | دوري السوبر الماليزي    | 12            | 5       | 0             | 0           | 10            | 8           | -             | -            | 22            | 13          |
| فيلدا يونايتد | 2016          | دوري السوبر الماليزي    | 0             | 0       | 0             | 0           | 0             | 0           | -             | -            | 0             | 0           |
| فيلدا يونايتد | المجموع       | المجموع                 | 12            | 5       | 0             | 0           | 10            | 8           | -             | -            | 22            | 13          |
| كيدا (إعارة)  | 2016          | دوري السوبر الماليزي    | 7             | 4       | 0             | 0           | 9             | 5           | -             | -            | 16            | 9           |
| كيدا (إعارة)  | المجموع       | المجموع                 | 7             | 4       | 0             | 0           | 9             | 5           | -             | -            | 16            | 9           |
| نادي المنامة  | 2017-18       | الدوري البحريني الممتاز | 12            | 6       | 0             | 0           | 0             | 0           | -             | -            | 12            | 6           |
| نادي المنامة  | المجموع       | المجموع                 | 12            | 6       | 0             | 0           | 0             | 0           | -             | -            | 12            | 6           |
| فيلدا يونايتد | 2017          | دوري السوبر الماليزي    | 9             | 14      | 0             | 0           | 9             | 4           | -             | -            | 18            | 18          |
| فيلدا يونايتد | 2018          | دوري السوبر الماليزي    | 19            | 14      | 4             | 4           | 0             | 0           | -             | -            | 23            | 18          |
| فيلدا يونايتد | المجموع       | المجموع                 | 30            | 28      | 4             | 4           | 9             | 4           | -             | -            | 41            | 36          |
| المجموع الكُلّي | المجموع الكُلّي | المجموع الكُلّي           | 0             | 0       | 0             | 0           | 0             | 0           | -             | -            | 0             | 0           |

### المنتخب
آخر تحديث 8 ديسمبر 2019.
| البحرين | البحرين       | البحرين     |
| العام   | عدد المباريات | عدد الأهداف |
| ------- | ------------- | ----------- |
| 2019    | 5             | 2           |
| المجموع | 5             | 2           |

### الأهداف الدولية
|    | التاريخ                    | الملعب                          | الخصم  | النتيجة | النتيجة النهائية | المنافسة             |
| -- | -------------------------- | ------------------------------- | ------ | ------- | ---------------- | -------------------- |
| 1. | 2 كانون الثاني/ديسمبر 2019 | استاد خليفة الدولي، الدوحة، قطر | الكويت | 3 -1    | 4-2              | كأس الخليج العربي 24 |
| 2. | 2 كانون الثاني/ديسمبر 2019 | استاد خليفة الدولي، الدوحة، قطر | الكويت | 4- 2    | 4-2              | كأس الخليج العربي 24 |

## الألقاب والجوائز
- كيدا
  - كأس ماليزيا: 2016
- المنامة
  - كأس ملك البحرين (1): 2016-2017
- فيلدا يونايتد
  - دوري الدرجة الممتازة (1): 2018
- المحرق
  - كأس ملك البحرين (1): 2019-2020
  - كأس الاتحاد البحريني (1): 2019-2020
- منتخب البحرين
  - كأس الخليج العربي: 2019

## روابط خارجية
- تياغو فيرنانديز على موقع قاعدة بيانات كرة القدم.إي يو (الإنجليزية)
- تياغو فيرنانديز على موقع ناشيونال فوتبول تيمز (الإنجليزية)
- تياغو فيرنانديز على موقع Soccerway.com (الإنجليزية)